# Osimski sporazumi
Osimski sporazumi so mednarodni pravni akti, ki so jih 10. novembra 1975 podpisali Socialistična federativna republika Jugoslavija in Republika Italija v italijanskem mestu Osimo blizu Ancone, z ratifikacijo v obeh parlamentih pa so stopili v veljavo 11. oktobra 1977.

## Sestavni deli
Osimske sporazume sestavljajo trije temeljni dokumenti ter 16 dodatkov:
- Meddržavna pogodba med SFR Jugoslavijo in Republiko Italijo
- Sporazum o pospeševanju gospodarskega sodelovanja med SFR Jugoslavijo in Republiko Italijo
- Protokol o prosti coni

## Meddržavna pogodba med SFRJ in Republiko Italijo
Določila prvo navedene Meddržavne pogodbe so predvsem politične narave in se nanašajo na določitev državne meje in na vprašanja povezana z mejo. Z mirovno pogodbo z Italijo iz leta 1947 državna meja s SFRJ namreč ni bila v celoti določena. Z mirovno pogodbo je bilo ustanovljeno Svobodno tržaško ozemlje (STO), razdeljeno na cono A, ki je bilo pod anglo-ameriško vojaško upravo, in cono B, ki je bilo pod jugoslovansko vojaško upravo. S Spomenico o soglasju iz leta 1954 (t. i. Londonski sporazum) je STO prenehalo obstajati. Določila pogodbe urejajo mejo na kopnem in na morju ter postopke za njeno določitev na samem zemljišču. Posebnega pomena so tudi določila, ki urejajo državljanstvo. Prav tako je pogodba uredila izplačilo odškodnine za odvzeto imetje, morebitno preselitev ter socialno zavarovanje oseb z območja cone A in B STO. Posebnega pomena je 8. člen omenjene pogodbe, ki določa, da bo s prenehanjem veljavnosti Posebnega statuta, priloženega k londonski Spomenici o soglasju iz leta 1954, vsaka stran ohranila v veljavi notranje ukrepe, ki jih je že sprejela pri izvajanju omenjenega statuta, in da bo v okviru svojega notranjega prava zagotovila pripadnikom manjšin enako raven varstva, kot jo je določal omenjeni statut.

## Sporazum o pospeševanju gospodarskega sodelovanja med SFRJ in Republiko Italijo
Sporazum o pospeševanju gospodarskega sodelovanja in Protokol o prosti coni pa sta uredila nekatera gospodarska vprašanja, ki naj bi pospešila medsebojno gospodarsko in tehnično sodelovanje s ciljem izboljšanja življenjskih razmer obmejnega prebivalstva. Predvidela sta ustanovitev proste carinske cone pri mejnem prehodu Fernetiči, ki pa ni bila nikdar realizirana. Opredeljeno je bilo tudi sodelovanje na področju vodnega gospodarstva, cestnih in vodnih povezav, varstvo Jadrana pred onesnaženjem in sodelovanje pristanišč. Za uresničevanje Osimskih sporazumov je bilo ustanovljenih 12 mešanih komisij.

## Realizacija Osimskih sporazumov
Večina določb Osimskih sporazumov je bila uresničena. V smislu izvajanja sporazuma so bili med državama sklenjeni še nekateri drugi mednarodni akti, med drugim sporazum o odškodnini za nacionalizirano oziroma odvzeto premoženje v nekdanji coni B (Sporazum med Socialistično federativno republiko Jugoslavijo in Republiko Italijo o dokončni ureditvi vseh vzajemnih obveznosti, ki izvirajo iz 4. člena pogodbe, podpisane v Osimu 10. novembra 1975), noveliran je bil tudi Videmski sporazum o obmejnem osebnem prometu. Zgrajeni sta bili t. i. sabotinska cesta in cesta po Kolovratu, odprtih in prekvalificiranih je bilo več mejnih prehodov. Večina mešanih komisij (sedaj slovensko-italijanskih, z izjemo tristranske komisije za varstvo Jadrana, kjer kot tretji partner sodeluje Republika Hrvaška) uspešno deluje.

### Opuščeni projekti
Opuščeni projekti obsegajo izgradnjo vodne poti med severnim Jadranom in Donavo ter oblikovanje proste carinske cone. Prvi je bil opuščen zaradi gospodarske in ekološke vprašljivosti, drugi pa predvsem na željo italijanske strani. V italijanskem parlamentu je bil februarja 2001 sprejet Zakon o zaščiti slovenske jezikovne manjšine v Furlaniji-Julijski krajini, vendar se ta počasi uresničuje. V pripravi je nov sporazum o vzajemnem priznavanju diplom in strokovnih naslovov doseženih na univerzah in visokošolskih ustanovah. Odprto ostaja vprašanje vrnitve kulturne dediščine in arhivov.

## Pravno nasledstvo Osimskih sporazumov s strani Republike Slovenije
Republika Slovenija je z mednarodnim pravnim aktom - izmenjavo not - postala pravna naslednica Osimskih sporazumov 31. julija 1992. Ob vključitvi Slovenije v Evropsko unijo tako Osimski kot tudi drugi dvostranski sporazumi, sklenjeni z Italijo, ostajajo v celoti v veljavi.